# Oxalate décarboxylase
L'oxalate décarboxylase est une lyase qui catalyse la réaction :
oxalate + H+  {\displaystyle \rightleftharpoons }  formiate + CO2.
Cette enzyme intervient notamment chez certaines cyanobactéries dans le cadre de la photorespiration. Chez Bacillus subtilis, elle requiert la présence de manganèse et d'O2 bien qu'il n'y ait globalement pas d'activité rédox.
La structure de l'oxalate décarboxylase est connue, par exemple : 1UW8, 2UY8, 2UY9, 2UYA et 2UYB.